# 蓬和马塞讷
蓬和马塞讷（法語：Pont-et-Massène，法語發音：[pɔ̃ e masɛn]）是法国科多尔省的一个市镇，属于蒙巴尔区。

## 地理
蓬和马塞讷（47°28'13"N, 4°21'27"E）面积6.11 平方千米，位于法国勃艮第-弗朗什-孔泰大區科多尔省，该省份为法国中东部省份，北起奥布省，西接涅夫勒省和约讷省，南至索恩-卢瓦尔省，东南接汝拉省，东临上索恩省，东北部与上马恩省接壤。
与蓬和马塞讷接壤的市镇（或旧市镇、城区）包括：维拉尔和维勒诺特、阿尔芒松河畔蒙蒂尼、圣厄夫罗纳、欧苏瓦地区瑟米尔、勒瓦勒拉雷。

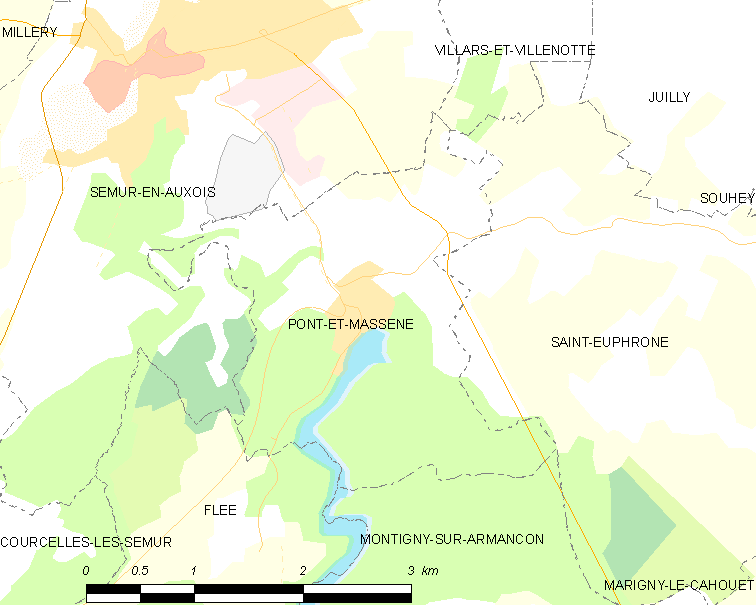
蓬和马塞讷的OSM定位图

蓬和马塞讷的时区为UTC+01:00、UTC+02:00（夏令时）。

## 行政
蓬和马塞讷的邮政编码为21140，INSEE市镇编码为21497。

## 政治
蓬和马塞讷所属的省级选区为欧苏瓦地区瑟米尔县。

## 人口

1962-2008年间蓬和马塞讷人口变化图示

蓬和马塞讷于2022年1月1日时的人口数量为182人。